# Bordóvörös
Bordóvörös vagy maroon sötétvörös szín.
Ez a szín az ausztráliai Queensland szövetségi államának nemzeti színe.